# Saison 2017-2018 du Toulouse Football Club
Maillots
Chronologie
Saison précédente Saison suivante
La saison 2017-2018 du Toulouse Football Club voit le club s'engager dans trois compétitions que sont la Ligue 1, la Coupe de France, et la Coupe de la Ligue.

## Mercato d'été
Le mercato d'été 2017-2018 est officiellement actif du vendredi 9 juin 2017 au jeudi 31 août 2017.

### Départs
Óscar Trejo, meneur de jeu apprécié des supporters, quitte finalement le club toulousain en fin de contrat, tout comme Jean-Daniel Akpa-Akpro, Pavle Ninkov et Dušan Veškovac. Trejo rejoint le Rayo Valecano en deuxième division espagnole et Veškovac s'engage avec le FK Napredak Kruševac en première division serbe. Akpa Akpro et Ninkov sont restés sans club la première moitié de saison.  Akpa Akpro signe finalement en janvier 2018 à la Salernitana en deuxième division italienne et Ninkov en février au FK Zemun en première division serbe.
Aleksandar Pešić, prêté à l'Atalanta Bergame la saison passée, est recruté par l'Étoile rouge de Belgrade pour 3 saisons.
L'option d'achat du prêt de deux ans de Dominik Furman est levée par le Wisła  Płock. Il signe un contrat de 3 ans.
Concernant les joueurs prêtés, Odsonne Édouard (PSG), Yrondu Musavu-King (Udinese) et Dodi Lukebakio (RSC Anderlecht) ne sont pas conservés, et regagnent donc leurs clubs d'origine. Les trois sont de nouveau prêtés par leurs clubs respectifs : au Celtic Glasgow pour Odsonne Édouard, au FC Saint-Gall en première division suisse pour Musavu-King et à Charleroi en prremière division belge pour Lukebakio.
Mathieu Cafaro signe pour 3 ans au Stade de Reims.
Joueur emblématique du Toulouse FC, Pantxi Sirieix décide de mettre un terme à sa carrière sportive à l'âge de 36 ans, et ce après treize saisons passées dans le club toulousain.
Tongo Doumbia s'engage avec le Dinamo Zagreb pour 3 ans.
Disposant d'un bon de départ, le capitaine Martin Braithwaite quitte le club toulousain pour l'Angleterre. Il signe à Middlesbrough.
À la suite de difficultés d'adaptation au Toulouse FC, Jessy Pi est prêté une saison au Stade brestois 29, en Ligue 2.

### Arrivées
Zinédine Machach n'est pas conservé par l'Olympique de Marseille, et rejoint donc l'effectif toulousain.
En fin de contrat avec Le Havre AC, Steven Fortes s'engage officiellement avec le Toulouse FC, faisant de lui la première recrue estivale du club malgré sa grave blessure au genou droit (rupture des ligaments croisés) .
À l'issue d'un prêt de six mois très convaicant, un accord est trouvé concernant le transfert définitif de Corentin Jean entre l'AS Monaco FC et le Toulouse FC. Le jeune joueur s'engage pour quatre ans pour 3,5 millions d'euros.
En fin de contrat avec Arsenal FC, Yaya Sanogo s'engage avec le Toulouse FC pour 3 ans.
En raison des difficultés financières avec le SC Bastia, Yannick Cahuzac s'engage avec le Toulouse FC pour deux ans.
Max-Alain Gradel, est prêté une saison sans option par l'AFC Bournemouth.
Giannelli Imbula, est prêté une saison sans option par Stoke City.

## Mercato d'hiver
Le mercato d'hiver 2017-2018 est officiellement actif du lundi 1er janvier 2018 au mercredi 31 Janvier 2018.

### Arrivées
Firmin Mubele, est prêté avec option d'achat par le Stade rennais.

## Matchs

### Matches amicaux
Les joueurs du Toulouse FC ont repris le chemin de l'entraînement, le jeudi 22 juin 2017. La préparation a notamment été ponctuée par un stage de préparation du 14 au 21 juillet à Anglet dans les Pyrénées-Atlantiques, ainsi que par cinq matchs disputés face à des adversaires nationaux et internationaux.

## Compétitions
Le Toulouse FC participe pour la vingt-neuvième fois dans son histoire au Championnat de France, qui en est à sa quatre-vingtième édition, et il s'agit de sa quinzième participation consécutive depuis sa remontée en Division 1 2003-2004.

### Championnat

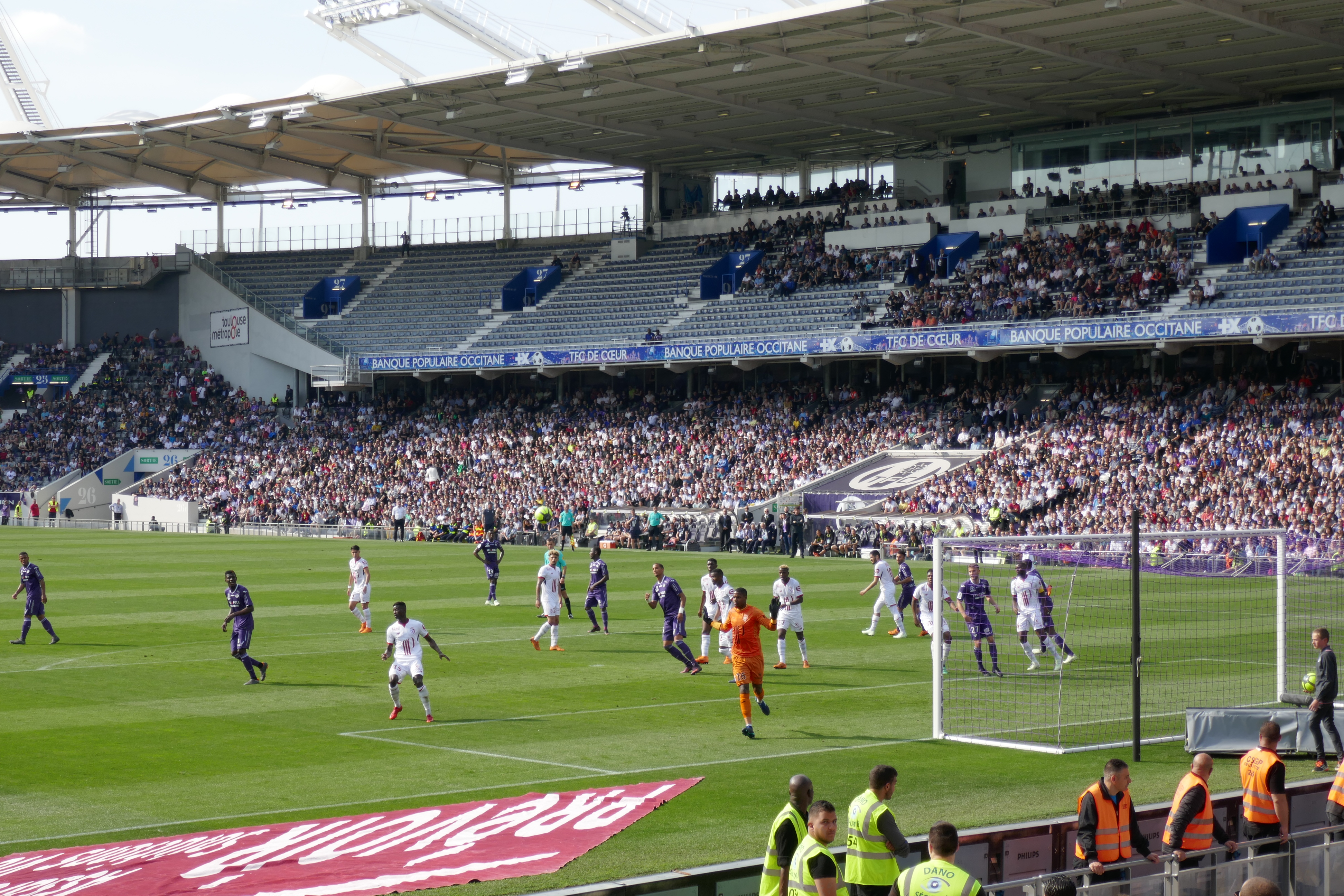
TFC - LOSC (6 mai 2018, 36e journée) : Offensive toulousaine

La Ligue 1 2017-2018 est la quatre-vingtième édition du Championnat de France de football. L'épreuve est disputée par vingt clubs réunis dans un seul groupe et se déroulant par matches aller et retour, soit une série de trente-huit rencontres. Les meilleurs de ce championnat se qualifient pour les coupes d'Europe, les trois premiers en Ligue des champions et le quatrième en Ligue Europa. À l'inverse, les deux derniers de la compétition sont rétrogradés à l'échelon inférieur en Ligue 2 et le 18e joue un barrage contre le 3e de la division inférieure.

### Détails des matchs

#### Barrage de relégation
Le 5e au 3e de Ligue 2 prennent part à des playoffs en matchs unique dont le vainqueur affronte le 18e de la Ligue 1 dans le cadre d'un barrage aller-retour pour une place dans cette division la saison suivante. 
Le match aller AC Ajaccio - Toulouse FC se joue à huis clos et délocalisé au Stade de la Mosson à Montpellier à la suite des événements du barrage de ligue 2 entre Le Havre et Ajaccio.
| Match aller                | AC Ajaccio | 0-3   | Toulouse FC                             |                                                                                                |                                                                                                |
| Mercredi 23 mai 2018 20:45 |            | (0-1) | 45+3e Gradel · 51e Jullien · 65e Sanogo | Stade de la Mosson, Montpellier Spectateurs : (huis-clos de pénalité) Arbitrage : Ruddy Buquet | Stade de la Mosson, Montpellier Spectateurs : (huis-clos de pénalité) Arbitrage : Ruddy Buquet |
| Mercredi 23 mai 2018 20:45 | Rapport    |       |                                         | Stade de la Mosson, Montpellier Spectateurs : (huis-clos de pénalité) Arbitrage : Ruddy Buquet | Stade de la Mosson, Montpellier Spectateurs : (huis-clos de pénalité) Arbitrage : Ruddy Buquet |

| Match retour               | Toulouse FC | 1-0   | AC Ajaccio |                                                                   |                                                                   |
| Dimanche 27 mai 2018 21:00 | Durmaz 88e  | (0-0) |            | Stadium, Toulouse Spectateurs : 25 487 Arbitrage : Benoît Bastien | Stadium, Toulouse Spectateurs : 25 487 Arbitrage : Benoît Bastien |
| Dimanche 27 mai 2018 21:00 | Rapport     |       |            | Stadium, Toulouse Spectateurs : 25 487 Arbitrage : Benoît Bastien | Stadium, Toulouse Spectateurs : 25 487 Arbitrage : Benoît Bastien |

### Classement
| Rang | Équipe                 | Pts | J  | G  | N  | P  | Bp | Bc | Diff | Qualification ou relégation            |
| ---- | ---------------------- | --- | -- | -- | -- | -- | -- | -- | ---- | -------------------------------------- |
| 14   | Angers SCO             | 41  | 38 | 9  | 14 | 15 | 42 | 52 | −10  |                                        |
| 15   | RC Strasbourg Alsace P | 38  | 38 | 9  | 11 | 18 | 44 | 67 | −23  |                                        |
| 16   | SM Caen                | 38  | 38 | 10 | 8  | 20 | 27 | 52 | −25  |                                        |
| 17   | LOSC Lille             | 38  | 38 | 10 | 8  | 20 | 41 | 67 | −26  |                                        |
| 18   | Toulouse FC            | 37  | 38 | 9  | 10 | 19 | 38 | 54 | −16  | Participation au barrage de relégation |
| 19   | ES Troyes AC P         | 33  | 38 | 9  | 6  | 23 | 32 | 59 | −27  | Relégation en Ligue 2                  |
| 20   | FC Metz                | 26  | 38 | 6  | 8  | 24 | 34 | 76 | −42  | Relégation en Ligue 2                  |